# Набережна (Вілейський район)
Набережна (біл. вёска Наберажная) — село в складі Вілейського району Мінської області, Білорусь. Село підпорядковане Нарочанській сільській раді, розташоване в північній частині області.